# Русь великая
«Русь великая» — исторический роман советского писателя Валентина Иванова, впервые опубликованный в 1967 году. Часть условной трилогии, в которую входят также романы «Русь изначальная» и «Повести древних лет».

## Содержание
В жанровом отношении писатель обозначил «Русь великую» как роман-хронику XI века. В отличие от «Руси изначальной», хроника Иванова не имеет единого сюжета. А. Г. Кузьмин определил композицию как «путевые очерки по странам и континентам через XI век, размышления о судьбах стран, народов, идей, приводивших в движение массы, сцены из жизни, характеристика лиц — реальных и воображаемых». Каждая глава романа — небольшое историческое произведение со своей системой образов, развитием действия, внутренним смыслом. В то же время все главы составляют единый роман, в котором общим сюжетом является становление русского государства на фоне мировых исторических катаклизмов. Стилистика романа носит притчевый характер, первая глава начинается с описания рек, ключей, родников, подготавливая читателя к подвижности мира XI века. Роман получился открытым в буквальном смысле: действие первой и второй глав происходят на Руси и в Таврии, в третьей — в Англии, Дании, далее в Центральной Америке, возвращение на Русь и дальнейшее движение на Восток, где дед Чингисхана отправляется в посольство в Китай династии Сун. Текучесть времени оставляет впечатление незавершённости романа; в отличие от «Повести древних лет» и «Руси изначальной», в романе-хронике нет эпилога. Действие обрывается на полуслове, оставляет финал открытым перед грядущими веками. Кузьмин утверждал, что аналогом ивановского романа в советской литературе позднее выступил роман-эссе Владимира Чивилихина «Память».
В. В. Каргалов оспаривал определение «роман-хроника», предлагая воспринимать «Русь великую» как «роман-раздумье», предлагающий поиск ответов на большие и сложные вопросы истории, первый из которых, почему Руси суждено было сделаться «Великой». Главный из ответов таков: не могут процветать общества, родившиеся из рабства и выросшие на рабстве, такие как Византия и Китай эпохи Сун. Остановившееся в развитии общество поощряет старое, привычное, запускает процесс выживания худших. Душа человека жаждет свободы, без которой немыслимо творчество.
«Русь великая» — концептуальный роман, который М. В. Прокопова предлагала называть философским. Поскольку главным действующим лицом романа является история во всей массе составляющих её народов, в произведении отсутствуют главные герои, заявленные со всей очевидностью. Более того, в «Руси великой» отсутствует сюжет, каждая глава имеет свою систему образов. Коллективный герой — русский народ — представлен как историческими персонажами (Владимир Мономах), так и вымышленно-собирательными — бояре Стрига и Андрей. Эти образы необходимы для обозначения различия власти-господства и власти-организации, заявленного ещё в «Руси изначальной». По мысли Иванова, русская власть-организация не направлена на подавление личности. Князья «Руси великой», хоть и княжат по праву рождения, но должны быть приняты той землёй, которой правят: Изяслав Владимирович «был принят кривской землёй как родовой князь, свой, отчинный», полоцкий князь Всеслав в междоусобных княжеских ссорах не потерял престола, потому что «его Земля от себя не пустила». На Руси существует обратная связь народа и власти: народ в любой момент мог потребовать от князя исполнить свою волю. Ярослав, бежавший от убийц Святополка, был остановлен новгородским вече, которое «постановило: биться за князя Ярослава, не хотим, чтоб в старших князьях сидел Святополк… Мы, Господин Великий Новгород, так решили, тому и быть». Вся пятая глава «Крепче стань в стремя» посвящена боярину Стриге, воину, поставленному держать крепость Кснятин, заслон русских земель от Степи. Действие укладывается в один день, в течение которого раскрывается облик истинного носителя гуманизма русской культуры. Именно в этой главе появляется связь с предыдущим произведением «Русь изначальная», поскольку Стрига со своей женой Еленой читают «древнюю книгу Малха о старинных князьях Всеславе, Ратиборе и других, о годах, когда русские звали себя россичами». Это иллюстрирует преемственность поколений на Руси. Стрига — это выражение народного духа, неизменного и прочного, но в то же время не знающего застоя, внутренней успокоенности и ограниченности. И сам боярин — образцовый народный герой: защитник своей земли, мыслитель, активный творец культуры. Высказывалось мнение, что образы воина-мудреца Стриги и его молодой жены были перенесением в Древнюю Русь реальной семейной пары — Ивана Антоновича и Таисии Иосифовны Ефремовых.

## Авторская концепция
В переписке Иванова работа над новым замыслом упоминается непосредственно после публикации «Руси изначальной». В послании Г. С. Беляеву 23 ноября 1961 года он писал: «Хочу я быть в XI веке. Это — у нас Владимир Мономах, в Европе — завоевание Англии норманнами, первый крестовый поход. В Азии кочевники клубятся у Великой стены. В Римской империи — Генрих, у которого была русская княжна-жена, дождётся Каноссы. И весь мир неспокоен, весь мир бурлит не хуже, чем ныне, хотя было в нём людей куда поменьше…». В письме от 24 мая 1962 года он сообщает, что «Владимир» «почти не подвинулся». В письме от 7 февраля 1962 года Иванов поделился некоторыми особенностями своего писательского метода: как таковой техники у него не было, «нужно стараться писать и писать»; ранее написанное не следует исправлять и перерабатывать, «возвращаться к пройденному скучно». В замечаниях для редактора рукописи, датированных 1965 годом, Валентин Дмитриевич указывал, что представил горизонтальный разрез определённого исторического момента по всему миру. Согласно его мысли, роман, охватывающий историю только одной страны, обедняет читателя, который путает эпохи. Главной своей задачей Иванов поставил продемонстрировать широкому читателю, что Русь в XI—XII веках была самым культурным и сильным государством в Европе.
Уже после выхода романа в свет «Русь великая» (автор использовал написание «Русь Великая») Иванов писал в 1967 году одному из корреспондентов, что последние три года работы в первую очередь «толкался в понятие „отчуждение“». Отчуждение Иванов трактовал как кризис отношений с объективностью, искажение отношений с реальностью, при котором личность превращается или самопревращается в средство. Согласно мнению Иванова, коэффициент отчуждения «на той Руси» был ниже, чем в Европе и Азии, что и было продемонстрировано в романе. Вернулся писатель и к размышлениям о натурализме в литературе, под которым стал понимать остранение прошлого. Это произошло, по мнению Иванова, оттого, что европейские, а за ними и русские учёные стали буквально понимать метафоры поэтов и образы прозаиков прошлого, породив «псевдомир». Как всегда, писатель пользовался личным опытом многолетних разъездов по СССР, в том числе очень отдалённым его уголкам. Ещё работая над «Повестями древних лет», он вспоминал, что в довоенном Омске с трёхсоттысячным населением только 15 % площади улиц имели мощение, отсутствовали дождевая и фекальная канализация, но при этом даже в распутицу можно было пройти по любой улице, «не потеряв калош». Малая плотность населения способствовала «деревенскому» облику старых русских городов, которые отличались от западноевропейских. «В любой деревне, где нет канализации, водопровода и мощения, и сейчас люди живут, как тысячу лет назад». Это определяло восприятие Ивановым исторических источников. Он приводил в пример, когда на охоте будущему писателю довелось полтора месяца провести в глухом сибирском углу:

Вообразите, что я потом задумал бы всё изобразить по точной правде, да не забыть описать и руки с непромытой грязью и лохмотья — была осень 1946 года, и дальняя деревня обносилась дотла. Получилась бы стоянка дикарей и — гнусная ложь, ибо у меня от той осени живёт светлое воспоминание, и люди, там встреченные, помнятся мне совсем не теми, каких дали бы фотографии и магнитофонная запись.
Аналогичным образом Иванов объяснял свои взгляды на нравственность и на преступность в Древней Руси. Он проводил аналогии со статистикой 1900 года, по которой в патриархальных губерниях — Олонецкой и Новгородской — число осуждённых за квалифицированные преступления было ниже, чем по империи в целом. Учитывая, что в XI веке численность населения была примерно в двадцать — двадцать пять раз меньше, чем в XX веке, в условиях родовых отношений скрыться, сбыть украденное и награбленное было намного сложнее. Быт, численность населения и редкость его размещения сами по себе препятствовали преступности. Русская Правда легализовала самосуд в состоянии аффекта, на месте, но запрещала личную месть.

## Оценки критиков
Роман-хроника вызвал большой интерес критиков, которые высказали широкий спектр мнений. Он создавался во время дискуссий 1960-х годов о роли русской культуры в СССР и предвосхитил вторую волну публикаций в 1968—1969 годах на ту же тему. Начало дискуссии положил В. А. Чалмаев в статье «Неизбежность», в которой поднял вопрос о подмене духовных потребностей материальными, вечных, а потому и истинных, ценностей — сиюминутными и поддельными. В «Неизбежности» только вышедший роман-хроника Иванова был назван в ряду других произведений, знаменующий «начало нового этапа освоения русской истории». В. Д. Оскоцкий уже на излёте дискуссии в 1972 году выступил против и статьи Чалмаева, и романа Иванова (эти суждения критик затем повторял в своей монографии о развитии жанра исторического романа). Оскоцкий назвал конструкцию «Руси великой» «наивной», прямолинейно противопоставляющей Русь и Европу как непримиримые, враждебные полюса добра и зла; события русской истории даны в непременно идиллическом освещении. Критик обвинил писателя в передёргивании исторических фактов: «словно бы ослепление князя Василька Теребовльского было действием более благородным и гуманным, чем отравление базилевса Цимисхия». Сюжетные коллизии романа направляет не историческая реальность, а произвол авторской мысли. По мнению В. Оскоцкого, неисторическая концепция Иванова «мстит» ему. В. Перцовский пришёл к выводу, что Иванов «мистифицирует историю» при всей его искренности лирического пафоса и исторической добросовестности. Колоссальный масштаб изображения мертвенен, многочисленные герои романа — не живые люди, а воплощения «нравственных корней», «духа» определённого народа. По мнению критика, литературная цель не оправдывает средств её решения.
А. Г. Кузьмин отметил, что роман кажется незавершённым. Вероятно, его автор, пересмотрев ранее высказанные идеи, поставив заново вопросы, «не стянул их прочными обручами, не объяснил, чем его не удовлетворили прежние осмысления». Неясной критику осталась и связь глав-эпизодов между собой и темой Руси Великой. Трудно понять, зачем был нужен объёмный экскурс в доколумбову Мексику, не слишком органично описание Китая, в котором закладывались основы нового варианта «притязаний на миродержавие». Автор как бы спешил захватить как можно больше сравнительного материала, не оставив себе сил на детальную художественную разработку. «У книги нет даже необходимого эпилога. Она так и осталась распахнутой и в глубь веков, и в будущее, на Запад и на Восток». По сравнению с предыдущими романами менялись исторические взгляды Иванова: он вернулся к германскому происхождению варягов, в Константинополе варанги-скандинавы сменились стражами-англичанами. У славян появились многоступенчатые, под стать викингам, генеалогии. Тиун Лутовин из земли вятичей знал свой род до четырнадцатого колена, ибо «без рода нет чести». Кузьмин отметил, что в романе заметна неустойчивость, даже неуверенность, авторских оценок власти и степени централизации, что отчасти объяснялось избранным временем повествования.
В 1980-е годы отношение критиков к роману существенно изменилось. В. А. Юдин назвал роман самобытным и высокопатриотичным и сетовал на «заговор молчания» вокруг книги. Большим достоинством критик назвал интеллектуализацию произведения, поиск вечных ценностей духа и чувств у современника и его далёких предков, несмотря на глубокую давность изображаемых событий. Писатель решительно отметает распространённые на Западе версии о «дикости» «варваров-славян». Юдин высоко оценивал отзыв Вячеслава Горбачёва, который считал «Русь великую» прямым продолжением «Руси изначальной», ставившей те же вопросы на более высоком уровне обобщений. Главные выводы автора — сила ведёт к насилию, но оно бесплодно, ибо Правда сильнее Зла.
А. И. Филатова считала главным в «Руси великой» выявление того, как в человеческой психологии отразились закономерности истории и каковы взаимоотношения человека и истории. В этом плане исследовательница дискутировала со всеми критиками, поскольку заявила, что Иванов был далёк от эмпирического воспроизведения эпизодов средневековой жизни, автор берёт на себя функции летописца и стоит над героями, оценивая происходящее и происшедшее. В известной степени он написал публицистический роман, наполненный актуальными для себя проблемами. Ключевым для раскрытия авторской идеи становится сопоставление различных исторических путей с тем, который проделала Русь. По мысли писателя, важнейшим фактором формирования самобытного государства с собственной культурой выступает язык, отчиной русской был не Ильмень и не Днепр, а Глагол. В главе о путешествии Владимира Мономаха передана необозримость русских земель, на которых везде звучит русское слово. По привычному для Иванова методу в этой главе постоянным лейтмотивом является память о Святославе, с которым сопоставляется деятельность князя-объединителя. Даже Стрига, давая клятву отстоять Кснятин, говорит, что со Степью нужно воевать по-святославовски. Философские диалоги героев призваны показать глубокую историчность памяти, того, что повседневная жизнь героев прошлого не отделена от ещё более глубокого прошлого. Так, жители Тмутаракани пытаются измерить, сколько земли наросло у стен храма, построенного Мстиславом в честь победы над Редедей, и пытаются сосчитать, сколько с тех пор людей отжило. Согласно А. Филатовой, в концепции ивановского романа рядом со Словом-Глаголом второй подпорой традиции выступает Обычай. Демонстрация этому представлена в линии путешествия Гиты и её свадьбы с Владимиром Мономахом. История служит поверению истинности традиции. В этом контексте важно, что в «Руси великой» нет ни одного персонажа, находящегося в стадии становления, все герои — зрелые, состоявшиеся люди, которые хотят понять судьбу своей страны.